# ベラスコの戦い
ベラスコの戦い (Battle of Velasco) は、19世紀にメキシコ共和国とそれに反抗する同国のコアウイラ・イ・テハス州との間で発生した戦闘。1832年6月26日、テキサス革命に先立って、テキサスの入植者とメキシコの間で起こった。紛争中のメキシコ軍司令官、ドミンゴ・デ・ウガルテチェア(w:Domingo Ugartechea)は、アナウアク(w:Anahuac, Texas)の町を攻撃するためにブラゾス川上流に大砲を運んでくるテキサス軍を制止しようとした。テキサス軍は、ブラゾリア市長のジョン・オースティンと、学校教師で農夫のヘンリー・スミスが率いた。
テキサス民兵は最終的に、数ではかなり劣るメキシコ軍に勝利した。戦闘の3日後、ウガルテチェアは、彼の軍に援軍がないことに気づき、そして物資が底を付いた。戦闘による死傷者は、テキサス軍で8〜10名が死亡、12名が負傷し、メキシコ軍は5名が殺され15名が負傷した。